# Orellana (canton)
Pour les articles homonymes, voir Orellana.
Orellana est un canton d'Équateur situé dans la province d'Orellana.